# IC 5171
IC 5171 ist eine Balken-Spiralgalaxie vom Hubble-Typ SBbc im Sternbild Kranich am Südsternhimmel. Sie ist schätzungsweise 126 Millionen Lichtjahre von der Milchstraße entfernt.
Das Objekt wurde im Jahre 1900 vom britischen Astronomen Joseph Lunt entdeckt.